# La Mauvaise Réputation (film)
Pour les articles homonymes, voir La Mauvaise Réputation.
Pour plus de détails, voir Fiche technique et Distribution.
La Mauvaise Réputation (Hva vil folk si) est un film dramatique germano-suédo-norvégien réalisé par Iram Haq et sorti en 2017. Il s'inspire de la propre vie de la réalisatrice.

## Synopsis
Nisha est une adolescente d'une famille d'origine pakistanaise installée en Norvège. Elle fréquente la jeunesse de son quartier et sort danser, en cachette de ses parents avec qui, pourtant, elle semble bien s'entendre. Un soir, cependant, son père surprend un garçon entré discrètement dans sa chambre. Il le frappe violemment au point que les voisins avertissent les autorités. Nisha est alors admise dans un foyer. Sa mère la convainc de revenir chez ses parents. Le père vient la chercher mais, au lieu de l'amener dans leur appartement, il la conduit à l'aéroport prendre un vol pour Islamabad.
Il l'accompagne chez sa famille dans une ville isolée du Pakistan. Nisha est alors confiée à sa tante et son oncle tandis que son père retourne en Norvège.
Malgré son opposition, Nisha acquiert progressivement le mode de vie pakistanais. Son cousin la courtise discrètement mais ils se font surprendre, un soir, par la police, en train de s'embrasser dans la rue. Les policiers les oblige à simuler des gestes équivoques qu'ils filment pour rançonner la famille. L'oncle renvoie alors Nisha chez ses parents.
De retour en Norvège, elle est enfermée dans l'appartement familial, conduite en classe par son père qui l'a inscrite dans un lycée où elle n'a aucune connaissance. Alors que sa mère a arrangé un mariage pour elle, elle s'enfuit sous les yeux de son père qui ne cherche pas à la retenir.

## Fiche technique
- Titre : La Mauvaise Réputation
- Titre original : Hva vil folk si (traduction : "Ce que les gens vont dire")
- Titre anglais : What Will People Say
- Réalisation : Iram Haq
- Scénario : Iram Haq
- Photographie : Nadim Carlsen
- Montage : Janus Billeskov Jansen et Anne Østerud
- Costumes : Rohit Chaturvedi et Ida Toft
- Décors :
- Musique : Lorenz Dangel et Martin Pedersen
- Producteur : Maria Ekerhovd
  - Coproducteur : Tomas Eskilsson, Lizette Jonjic, Katarina Krave et Karsten Stöter
  - Producteur associé : Tom Dercourt, Madeleine Ekman, Sophie Erbs, Achin Jain, Eva Jakobsen, Mikkel Jersin, Guneet Monga et Katrin Pors
  - Producteur délégué : Axel Helgeland
  - Producteur exécutif : Ragna Nordhus Midtgard
- Production : Mer Film, Rohfilm Factory GmbH et Zentropa Sweden
- Distribution : ARP Sélection
- Pays d’origine :  Allemagne,  Norvège et  Suède
- Genre : Drame
- Durée : 107 minutes
- Dates de sortie :
  -  Canada : 9 septembre 2017 (Toronto)
  -  Norvège : 6 octobre 2017
  -  Allemagne : 
    - 7 octobre 2017 (Hambourg)
    - 10 mai 2018 (en salles)

  -  Suède :
    - 28 janvier 2018 (Göteborg)
    - 9 mars 2018 (en salles)

  -  France : 6 juin 2018

## Distribution
- Maria Mozhdah : Nisha
- Adil Hussain : Mirza
- Ekavali Khanna : Mère Najma
- Rohit Saraf : Amir
- Ali Erfan : Asif
- Sheeba Chaddha : Tante
- Jannat Zubair Rahmani : Salima
- Lalit Parimoo : l'oncle

## Distinction

### Récompense
- Festival international de films de Fribourg 2018 : Prix du public[2].